# Dirigible térmico

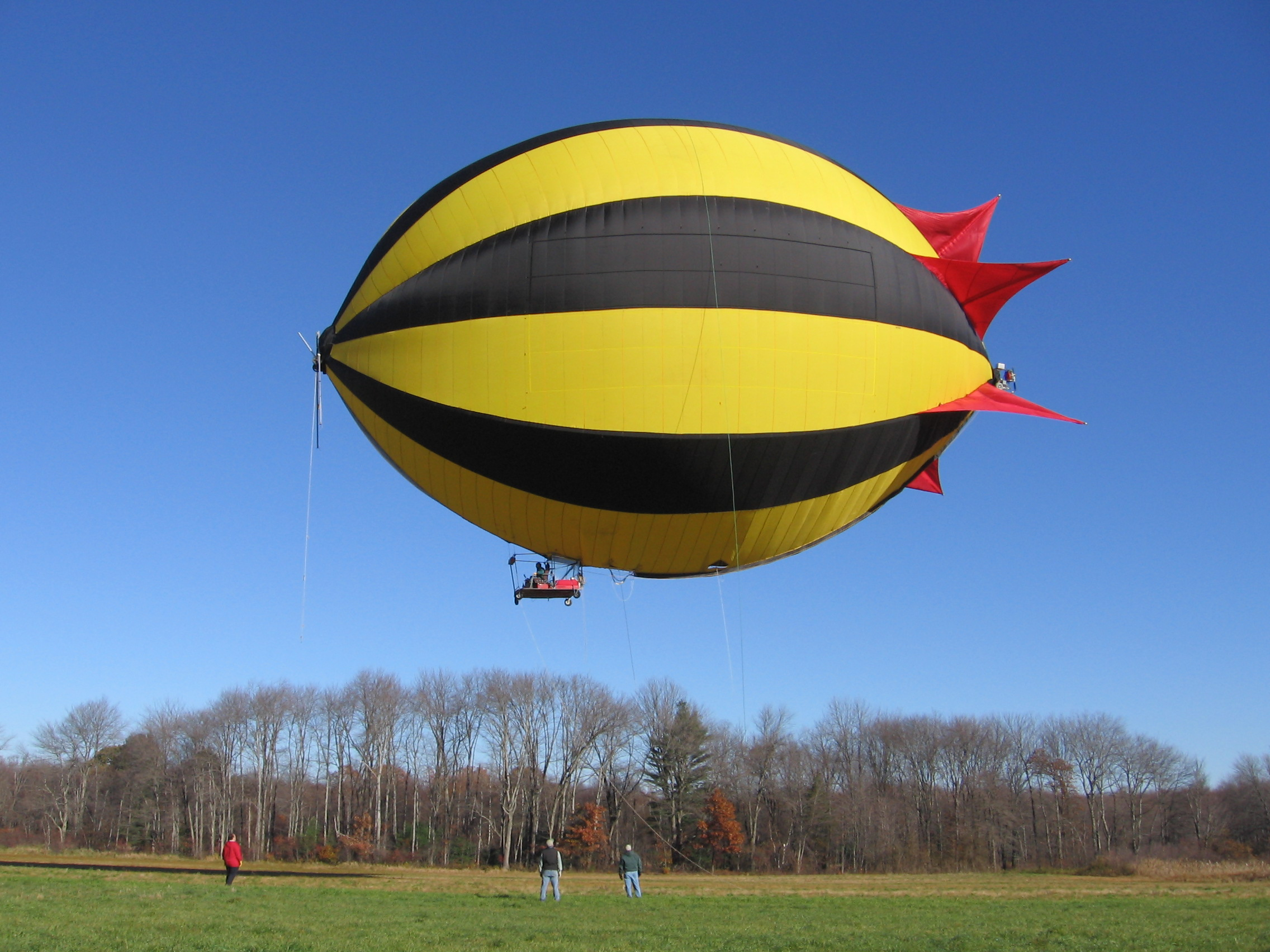
Skyacht personal Blimp - una clase de dirigible térmico

Un dirigible térmico es una aeronave que genera su elevación a través de la diferencia en la densidad debido a una diferencia de temperatura entre el gas dentro de su envoltura y el aire ambiente (esto está en contraste con la utilización de un gas que es más ligero que el aire a temperatura ambiente, tales como el helio). En la actualidad todos los dirigibles térmicos usan aire caliente, tal como se utiliza en un globo de aire caliente, como gas de elevación. Sin embargo, una aeronave que utiliza vapor también se califica como un dirigible térmico.

## Ventajas y desventajas

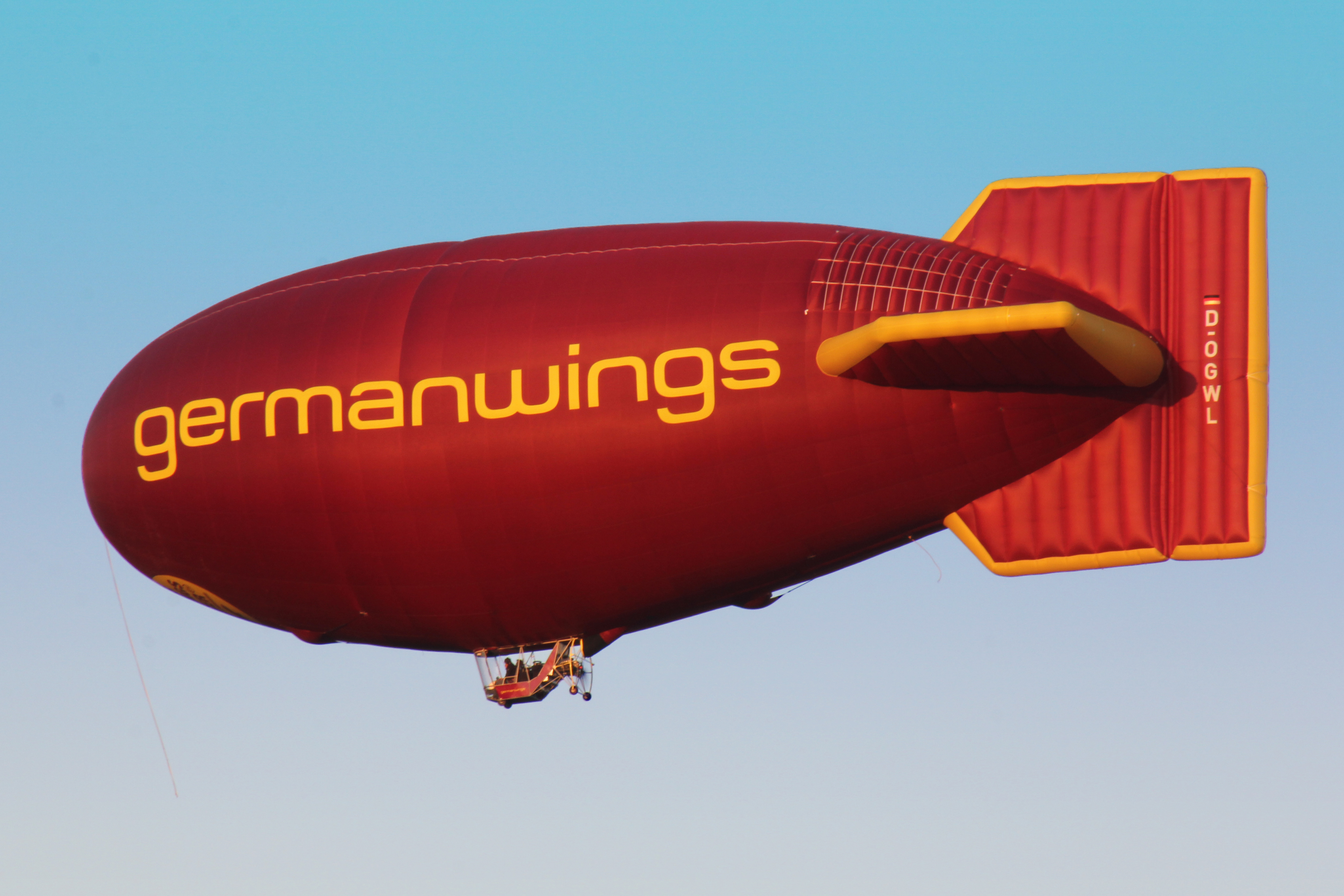
Dirigible de aire caliente fabricado por germanwings

Los dirigibles térmicos tienen la ventaja de ser menos costosos que los dirigibles de helio-base. También son rutinariamente desinflados después de cada vuelo y pueden ser fácilmente embalados para el almacenamiento y/o transporte.
Las embarcaciones de aire caliente producen mucho menos elevación por unidad de volumen que el helio y que las naves llenas de hidrógeno (aproximadamente el 30% dependiendo de las condiciones del aire). Para ello se requiere una construcción más ligera, con menos controles y, por lo tanto, la dificultad en las maniobras es mayor. Esto lleva a:
- menores velocidades.

- dificultad en el manejo de la tierra si el viento de tierra es superior a 5 nudos.

- dificultad en la conducción, especialmente a velocidades bajas.

- la falta de ascensor (tono) de control, causando la aeronave a tono hacia arriba o hacia abajo en respuesta a los cambios en la posición del acelerador (un movimiento llamado "cabeceo").

En los últimos años, la dirección de estas naves ha mejorado un poco. El enfoque de mayor éxito ha sido la de utilizar una mayor presión en las estructuras de la aleta caudal que en el resto de la dotación, o para usar una estructura interna (véase más adelante).

## Historia
El primer vuelo público de un dirigible de aire caliente fue hecha por Don Cameron (Reino Unido), de Cameron Balloons, en el Encuentro en enero de 1973. El avión, presuntamente, tomó 3 años en desarrollarse.

## Sobre las estructuras
La mayoría de los dirigibles térmico no son rígidos. Algunos están bajo presión. En algunos casos, el aire a presión se toma de un conducto situado detrás de la hélice. En otros casos, el aire a presión proviene de un ventilador independiente.
En 2006, un nuevo tipo de dotación que emplea una estructura de la membrana de tensión fue desarrollado por Skyacht aeronaves. Este diseño utiliza un sobre sin presión y una estructura interna que utiliza las costillas de aluminio para mantener el sobre en la forma. Cuando no esté en uso, la estructura se pliega de manera similar a un paraguas. La estructura también permite el montaje de un motor direccional de la hélice en la cola de la aeronave. La hélice de cola montado prevé la dirección de empuje vectorial, lo que permite giros cerrados.

## Operación
Al igual que los globos de aire caliente, los dirigibles térmicos son inflados primeramente con aire frío (temperatura ambiente). Una vez que las cámaras están suficientemente llenas, un quemador de propano se enciende y el inflado se completa con aire caliente.